# Joseph Wright (linguiste)
Pour les articles homonymes, voir Joseph Wright (homonymie) et Wright.
Joseph Wright (31 octobre 1855 – 27 février 1930) est un philologue britannique, spécialiste des langues germaniques et des dialectes de l'anglais. Il est l'auteur, avec l'assistance de son épouse Elizabeth Wright, de l'English Dialect Dictionary (en).

## Biographie
Issu d'une famille pauvre du Yorkshire, il commence à travailler dès l'âge de six ans. Il apprend seul à lire à quinze ans et se découvre une passion pour les langues, apprenant le français, l'allemand et le latin. En 1876, il utilise ses économies durement gagnées pour financer un trimestre de cours à l'université de Heidelberg – il prend le bateau jusqu'à Anvers et finit le voyage à pied pour économiser son argent.
Wright obtient son doctorat en 1885, en présentant une thèse intitulée The qualitative and quantitative changes in the Indo-Germanic vowel system in Greek. Il est nommé maître de conférences à l'université d'Oxford en 1888, puis professeur assistant de philologie comparée en 1891. Il succède à Friedrich Max Müller lorsque celui-ci prend sa retraite, comme professeur de philologie comparée du collège d'Exeter d'Oxford de 1901 à 1925, et compte notamment parmi ses étudiants le jeune J. R. R. Tolkien[réf. nécessaire]. Il publie en 1892 la Grammar of the Dialect of Windhill in the West Riding of Yorkshire. Il est invité à donner une conférence en novembre 1894 à Bradford, et à cette occasion, demande l'assistance de ce qui devient le Bradford Commitee, puis la Yorkshire Dialect Society en 1897, dont Wright est le premier vice-président. Il épouse en 1896 Elizabeth Mary Lea (en), avec qui il a collaboré pour le premier volume du dictionnaire paru la même année. Celle-ci effectue le travail de secrétariat.
Parmi ses œuvres, de nombreuses grammaires de langues germaniques pour débutants (vieil anglais, moyen anglais, vieux haut-allemand, moyen haut-allemand, gotique) et les six volumes du English Dialect Dictionary (en) (1898-1905).
Il meurt le 27 février 1930 des suites d'une pneumonie, à son domicile d'Oxford et est inhumé dans cette ville.

## Hommages et distinctions
Il est élu membre de la British Academy en 1904, et reçoit des doctorats honoris causa des universités de Durham, Aberdeen, Leeds, Dublin, et Oxford. Il est membre d'honneur de nombreuses sociétés savantes, notamment la Académie royale flamande, la Société royale des sciences humaines de Lund (Kungliga Humanistiska Vetenskapssamfundet i Lund), ou encore la Modern Language Association of America.

## Au cinéma
Joseph Wright est joué par Derek Jacobi dans le film Tolkien, sorti en 2019.